# 汨罗市
28°48′34″N 113°03′41″E / 28.80944°N 113.06139°E
汨罗市，别称罗城，是中华人民共和国湖南省的县级市，由岳阳市代管。常住总人口約为64万人，市人民政府驻归义镇。
位于湖南省东北部，汨罗江的下游，因汨罗江而得名。全市总面积为1669.8平方公里，交通发达，京广铁路、京珠高速、107国道纵贯市境。湖南省第五大、中国第22大肉类生产大县市，农业基础坚实，是中国商品粮基地县(市)；再生资源集散市场被国务院批准列为国家循环经济试点。战国时期文学家屈原自沉之地，现有屈子祠、屈原墓等古迹纪念建筑。

## 历史[2]
- 根据位于城郊窑州村附山园遗址考证，最迟9000年前的新石器时代，就有史前人类在汨罗江畔生活，属于大溪龙山文化范畴。
- 东周莊王七年（前690年），楚武王灭罗国；次年，罗国遗民迁至湘江流域，筑城于汨罗江尾闾南岸，名罗城。境域包括今湘阴、汨罗、平江三县（市）及岳阳县南部和沅江市东部地区。
- 秦始皇二十六年（前221年），设置罗县，治所设罗城，境域为罗子国移民领地。
- 南朝宋元徽二年（474年），析罗县、益阳、湘西三县的沿江沿湖地区设置湘阴县。
- 唐武德八年（625年），撤罗县并入湘阴县，治所今汨罗川山坪镇城墙村。
- 1966年1月18日析湘阴县东部置汨罗县，以湘阴县的汨罗、白水、桃林、长乐、弼时5区为其行政区域，隶岳阳地区。
- 1987年9月23日撤县设市，以原汨罗县为汨罗市辖域。

## 地理

### 气候
| 汨罗 (1981−2010)                               | 汨罗 (1981−2010) | 汨罗 (1981−2010) | 汨罗 (1981−2010) | 汨罗 (1981−2010) | 汨罗 (1981−2010) | 汨罗 (1981−2010) | 汨罗 (1981−2010) | 汨罗 (1981−2010) | 汨罗 (1981−2010) | 汨罗 (1981−2010) | 汨罗 (1981−2010) | 汨罗 (1981−2010) | 汨罗 (1981−2010) |
| 月份                                           | 1月              | 2月              | 3月              | 4月              | 5月              | 6月              | 7月              | 8月              | 9月              | 10月             | 11月             | 12月             | 全年             |
| ---------------------------------------------- | ---------------- | ---------------- | ---------------- | ---------------- | ---------------- | ---------------- | ---------------- | ---------------- | ---------------- | ---------------- | ---------------- | ---------------- | ---------------- |
| 历史最高温 °C（°F）                            | 24.2 (75.6)      | 30.1 (86.2)      | 33.1 (91.6)      | 36.0 (96.8)      | 36.6 (97.9)      | 38.8 (101.8)     | 40.0 (104.0)     | 40.2 (104.4)     | 37.9 (100.2)     | 35.1 (95.2)      | 32.0 (89.6)      | 24.6 (76.3)      | 40.2 (104.4)     |
| 平均高温 °C（°F）                              | 8.6 (47.5)       | 11.0 (51.8)      | 15.4 (59.7)      | 22.1 (71.8)      | 27.1 (80.8)      | 30.1 (86.2)      | 33.5 (92.3)      | 32.9 (91.2)      | 28.6 (83.5)      | 23.2 (73.8)      | 17.5 (63.5)      | 11.6 (52.9)      | 21.8 (71.3)      |
| 日均气温 °C（°F）                              | 4.8 (40.6)       | 7.2 (45.0)       | 11.2 (52.2)      | 17.6 (63.7)      | 22.6 (72.7)      | 25.9 (78.6)      | 29.2 (84.6)      | 28.4 (83.1)      | 24.1 (75.4)      | 18.4 (65.1)      | 12.6 (54.7)      | 7.0 (44.6)       | 17.4 (63.4)      |
| 平均低温 °C（°F）                              | 2.0 (35.6)       | 4.3 (39.7)       | 8.0 (46.4)       | 14.1 (57.4)      | 18.9 (66.0)      | 22.6 (72.7)      | 25.7 (78.3)      | 25.0 (77.0)      | 20.6 (69.1)      | 14.9 (58.8)      | 9.0 (48.2)       | 3.7 (38.7)       | 14.1 (57.3)      |
| 历史最低温 °C（°F）                            | −6.8 (19.8)      | −9.5 (14.9)      | −2.2 (28.0)      | 2.6 (36.7)       | 9.7 (49.5)       | 13.4 (56.1)      | 19.0 (66.2)      | 17.1 (62.8)      | 11.4 (52.5)      | 3.1 (37.6)       | −1.8 (28.8)      | −9.5 (14.9)      | −9.5 (14.9)      |
| 平均降水量 mm（）                              | 70.3 (2.77)      | 86.5 (3.41)      | 133.2 (5.24)     | 188.2 (7.41)     | 184.2 (7.25)     | 215.5 (8.48)     | 165.8 (6.53)     | 103.5 (4.07)     | 69.2 (2.72)      | 76.5 (3.01)      | 76.8 (3.02)      | 46.0 (1.81)      | 1,415.7 (55.72)  |
| 平均相對濕度（％）                             | 82               | 82               | 82               | 80               | 79               | 82               | 77               | 79               | 80               | 80               | 79               | 78               | 80               |
| 来源：China Meteorological Data Service Center |                  |                  |                  |                  |                  |                  |                  |                  |                  |                  |                  |                  |                  |

### 位置
汨罗地处东经112°51'-113°27'，北纬28°28'-29°27'之间。最东处为八景乡山阳村的山阳寨，最西处是芦苇场的石湖包，最南端是高家坊镇鹿峰村的陈家湾，最北端是磊石乡汨岳村的汨岳界。南北相距66.75公里，东西相距62.5公里，全境周长301.84公里，总面积1561.95平方公里，汨罗城区面积12.37平方公里。

### 地势
汨罗属幕阜山脉与洞庭湖平原的过渡地带，东南部高，西北部低，由山地向滨湖平原过渡。山峰东部有幕阜山余脉智峰山等；南部有玉池山等。其中玉池山主峰达摩岭海拔777.5，为汨罗最高峰。
岗地是汨罗分布最广的地貌类型，占全市总面积39.28%。
平原位于汨罗江及其支流溪谷两侧，水文面积296.01平方公里，是全市粮食、棉花的主要产区。
主要山峰有玉池山，智峰山，湖鼻山，隐居山，神鼎山，飘峰山，密岩山等。

### 水文
境内水利丰富。流域面积6.5平方公里以上的河流44条。其中，流域面积在100平方公里以上的河流10条。洞庭湖水系有汨罗江及支流汨江、罗水，为洞庭湖水系中仅次于湘、资、沅、澧的第五大水系。汨罗多年平均降水量1345.4毫米，降水总量 21.31亿立方米，地表水资源总量44.65亿立方米，地下水储量24.21亿立方米。

### 资源[7]
- 土地资源 汨罗市有土地面积234.29万亩，分为水稻土、红壤、黄壤、紫色土、潮土等土类5个，亚类11 个，土属35个，土种103个。土壤分别为第四纪松散堆积物、花岗岩母质、板页岩母质及云母片岩母质、红岩母质而形成。以红、黄壤为主，质量较好。有耕地总面积51.16万亩，宜林地87万亩，草场54.76万亩。土地后备资源充足。花卉、苗木时鲜。
- 植物资源 蕨类植物15科，25种；裸子植物7科，13种；被子植物94科，383种。国家保护植物有水杉、银杏、杜仲等。森林覆盖率达41．8％，积蓄林木218．3万立方米。主要用材树种有松、杉、樟、檫、楠竹等。
- 动物资源 昆虫65科，168种；鱼类20科，90种；鸟类28科，50种；哺乳类16科，29种。国家保护动物有鲮鲤（穿山甲）、金钱豹、大鲵（娃娃鱼）、猴面鹰、江豚（江猪）、大灵猫等。主要经济鱼 类有草、青、鲢、鳙、鲤等；主要爬行动物有鳖、乌 龟、蟹等；主要家畜有牛、猪、羊等；主要家禽有鸡、鸭、鹅等
- 矿藏资源 市境蕴藏砂金和非金属矿产资源比较丰富。已开发利用的有黄金、花岗石、砂砾石、钾长石、石英和粘土等，尚待开发的是高岭土。其中汨罗江砂金矿是已探明的长江以南最大的河流矿床，地质储量20吨左右；高岭土总储量5000万吨以上，可淘洗精泥1250万吨以上；花岗石总储量在5000亿立方米以上，产品已销往日本及国内的20多个省、区、市。粘土总储量在10亿吨以上；石英总储量10万吨以上。在境内花岗岩体的晚期伟晶岩脉中，已探明有铍（绿桂石）、锂、铷、  铯、铌、钽等稀有金属矿分布。石油、天然气具有一定  的找矿前景，汨罗市发现矿床、矿点、矿化点40多处。
- 水力资源 水资源的理论蕴藏能量4.01万千瓦。境内河流多且水量丰富。有大小河流（含溪流）115条，总长654.9公里。流域面积在6.5平方公里以上的河流44条，其中100平方公里以上的河流10条。湘江水系有白水江、白沙河、沙河、九雁水；洞庭 湖水系有汨罗江及支流汨江、罗水；还有湄水注入汨 江，洪源洞水、蓝家洞水注入罗水。常年平均降水总量 为21.31亿立方米；可利用的达28.43亿立方米。地下水储量24.21亿立方米，其中可开采量2.36亿立方米。水资源的理论蕴藏能量4.01万千瓦，已有水电站12处，尚可开发12处。史载名泉有贡水、白鹤泉、高泉、甘泉、清泉、福果泉等，富含多种微量元素，多有开采价值。

## 行政区划
汨罗市下辖1个街道办事处、17个镇、1个乡：
天问街道、汨罗镇、新市街道、古培镇、白水镇、川山坪镇、弼时镇、长乐镇、大荆镇、桃林寺镇、三江镇、营田镇、河市镇、屈子祠镇、归义街道、神鼎山镇、罗江镇、白塘镇和凤凰乡。

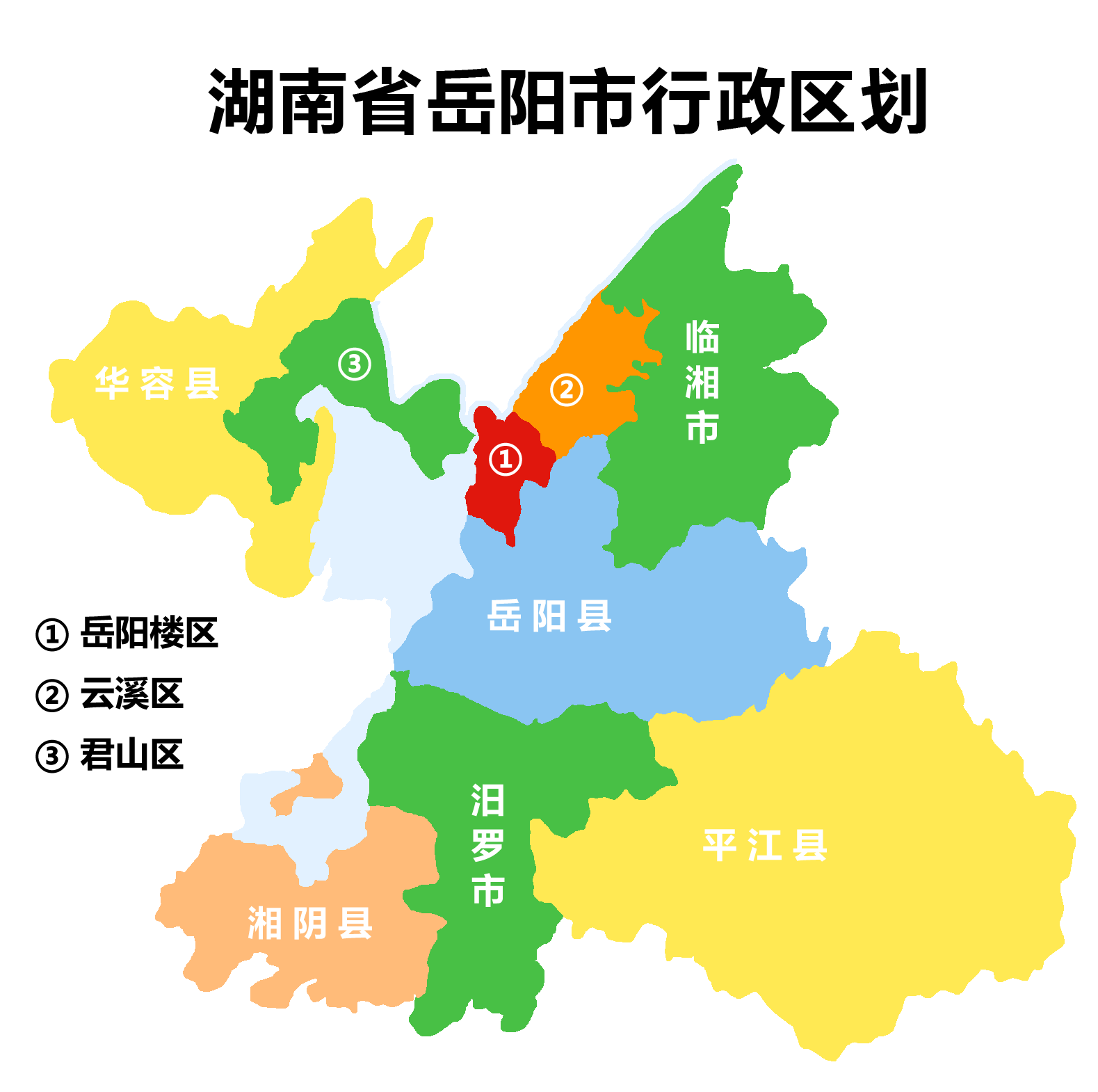
岳阳市行政区划

其中营田镇、河市镇、凤凰乡和天问街道由湖南省岳阳市屈原管理区（岳阳市人民政府县级派出机构）实际管辖。

## 政治

### 现任领导
| 机构     | · 中国共产党 · 汨罗市委员会 · 书记 | 汨罗市人民政府 市长 | 汨罗市人民代表大会 常务委员会 主任 | · 中国人民政治协商会议 · 汨罗市委员会 · 主席 |
| -------- | ---------------------------------- | ------------------- | ---------------------------------- | -------------------------------------------- |
| 姓名     | 朱平波                             | 林恒求              | 王敏求                             | 仇正勇                                       |
| 民族     | 汉族                               | 汉族                | 汉族                               | 汉族                                         |
| 出生地   | 湖南省岳阳市云溪区                 | 湖南省醴陵市        | 湖南省汨罗市                       | 湖南省汨罗市                                 |
| 出生日期 | 1969年5月（56歲）                  | 1980年1月（45歲）   | 1968年2月（57歲）                  | 1970年7月（54—55歲）                         |
| 就任日期 | 2021年7月7日                       | 2021年10月25日      | 2021年10月                         | 2021年10月                                   |

## 人口语言
根据(湖南省)岳阳市第七次全国人口普查公报显示：汨罗市常住人口为632246人，男性人口占比51.04%，女性人口占比48.96%，年龄结构中0-14岁占比18.23%，15-59岁占比59.36%，60岁以上占比22.41%，65岁以上占比16.67%。
全市总人口73.69万。
全市有15个少数民族，汉族人口占99.95%。据2000年11月1日零时全国第五次人口普查结果显示：全市总户数19.40万户，总人口65.89万人。其中非农业户人口8.83万人。男女性比例107.6：100。
汨罗话属湘方言长(沙)益(阳)片，城关等部分地区与长沙话和湘阴话能直接沟通，与岳阳下辖其它市如平江、临湘方言（属贛語方言区）无法直接交谈。
部分地区，如长乐因地域与平江、岳阳县毗连，受赣语的影响较大，但仍属湘语长益片 。

## 经济
汨罗经济发展迅速，农业保持平稳发展，工业和第三产业快速发展。以2007年为例：全市实现地区生产总值85.1万元，比上年增长17.7%。其中第一产业增长2.0%；第二产业增长28.6%；第三产业增长14.1%。三产业结构比例为27.7：49.9：22.4。主要经济指标排岳阳六县（市）第一位，2006年度中首次进入湖南经济强县十强，列第九。

### 第一产业
汨罗是农业大市，农业经济基础坚实，主要粮食作物为水稻、玉米、红薯等，经济作物有大棚蔬菜，西瓜，棉花等，畜牧业渔业生产保持稳定发展。农民现金收入与生活消费同步增长，农村固定资产投资保持较快发展势头。
- 1987年，率先在湖南省内绿化宜林荒山，获“湖南省消灭荒山第一市（县）”的称号
- 1988年被确定为“湖南省瘦肉型猪生产基地县（市）”
- 1989年被确定为“全国商品粮基地县（市）”
- 1993年列入“国家农业综合开发项目县（市）”
- 1994年成为“全国水稻机械化第一县（市）”
- 2000年被确定为湖南省5个“农业农村现代化试点县（市）”之一[13]

### 第二产业
工业为主的第二产业成为汨罗经济增长的主动力，以可再生资源深加工、农产品加工、绿色环保和农机制造为四大主要产业。 2005年10月，汨罗再生资源集散市场被国务院批准列为国家循环经济试点。国家“十一五”规划明确提出：“建设湖南汨罗等再生资源回收利用市场和加工示范基地”。再生资源产业为主的工业园正成为湖南及中国知名的循环经济示范园区。

### 第三产业
汨罗传统服务行业稳步发展，其中商贸流通和餐饮娱乐业发展势头强劲，交通运输业和邮电通讯业快速发展；新兴服务也发展良好，房地产业逐步规范，金融保险业健康发展以及旅游业和节日经济发展迅速。
但发展仍滞后于经济发展的整体水平，2007年第三产业所占GDP比重为22.4%，远低于中国平均40.5%，湖南省39.5%，岳阳市33.8%。

体现在第三产业：
- 与工业化的快速推进不协调。
- 与城市化进程不适应。
- 对GDP的贡献率不大。
- 体制不顺。

## 交通
汨罗西临洞庭，南连长沙，北通岳阳；京广铁路、京广高速铁路、 京珠高速、 许广高速、 107国道、 240国道、 308省道、汨罗江横穿东西。京珠高速公路复线、 201省道和规划中的长岳城际铁路、汨罗-益阳-衡阳城际铁路和浏阳到溆浦铁路。
京广铁路沿途经桃林、范家园、汨罗、古培塘、越江（白水）、川山坪、高家坊等多个站，现只有汨罗站办理旅客乘降业务。

## 科教
汨罗的初等教育和中等教育以素质教育而著名。从1984年开始大面积推行素质教育探索 。1996年，时任国务院副总理的李岚清视察汨罗市教育，指示“汨罗经验非常可贵，要逐步在全国推广”。1996年7月由原国家教委在岳阳召开的“全国构建督导评估机制推动素质教育”会议，汨罗素质教育经验推向全国。  2006年5月，中国教育报刊社、湖南省教育学会、湖南省教育科学研究院、湖南教育报刊社在长沙联合举办了“汨罗素质教育论坛”。
至2007年，汨罗市共有职业高中12所，普通高中6所，初中38所，小学143所，特殊教育学校1所。其中汨罗职业中学是全国示范性职业中学。汨罗市第一中学和汨罗市第二中学是湖南省示范性中学。

## 文化习俗
2009年汨罗江畔端午习俗入选世界非物质文化遗产 。2011年长乐故事会入选国家级非物质文化遗产。

### 龙舟竞渡
端午源头，龙舟故里。
龙舟竞渡吃粽子的习俗起源于汨罗。传说当时楚人以舟拯救屈原，借粽子驱江鱼，期望阻止鱼吃掉屈原的身体。
2005年，建中国汨罗江国际龙舟竞渡中心，举办中国汨罗江国际龙舟节。
另外龙舟竞渡中心也是2008年奥运火炬在湖南汨罗传递的终点。

### 花鼓戏
汨罗传统戏剧是长沙花鼓戏。

## 旅游景点
- 全国重点文物保护单位
  - 任弼时故居
  - 屈子祠
  - 罗子国城遗址
  - 汨罗山墓群
- 玉池山，曾经是晋陶淡结庐炼丹之处，有“十洞八湖”及数十处景点。
- 资圣寺，佛教圣地。建于北宋大中祥符年间。
- 八景洞，是岳阳著名的生态休闲旅游之处。